# 杉本裕孝
杉本裕孝（すぎもと ひろたか、1979年 - ）は、日本の小説家。東京都出身。東京都在住。青山学院大学国際政治経済学部卒業

## 経歴
2015年に「ヴェジトピア」で第120回文學界新人賞を受賞して作家デビュー。
2021年に「ピンク」で第43回野間文芸新人賞の候補作となる。

## 作品リスト

### アンソロジー収録
- 「それは向こうからやってくる」 - 『休むヒント。』（群像編集部編、講談社、2024年4月）
  - 初出:『群像』2024年1月号

### 単行本未収録作品
小説
- 「ヴェジトピア」- 『文學界』2015年6月号
- 「花の守」- 『文學界』2016年2月号
- 「弔い」- 『文學界』2016年11月号
- 「将来の夢」- 『文學界』2018年8月号
- 「神様以上」- 『文學界』2020年2月号
- 「ピンク」- 『文學界』2021年月6号
- 「グッバイ、メルティ」 - 『文學界』2022年7月号
- 「ジェイミー」 - 『文學界』2023年11月号